# Sisymbrium elatum
Sisymbrium elatum är en korsblommig växtart som beskrevs av Karl Heinrich Koch. Sisymbrium elatum ingår i släktet gatsenaper, och familjen korsblommiga växter. Inga underarter finns listade i Catalogue of Life.